# Hanan Pacha
Nella mitologia inca si definiva Hanan Pacha o Hanaq Pacha il mondo di sopra dove si potevano incontrare tutte le divinità, il mondo celeste dove stavano gli dei più importanti come Viracocha, Inti, Mama Quilla, Pachacamac, Mama Cocha e Apu Illapu.
Secondo gli Inca il mondo era composto da tre piani, Hanan Pacha (il mondo di sopra), Kay Pacha (il mondo di qui) e Uku Pacha (il mondo di sotto), cioè il regno dei morti che si trovava sotto la superficie terrestre.
In lingua quechua pacha significa sia tempo che spazio.